# Bonówka
Bonówka (ukr.  Бонівка) – wieś na Ukrainie, w obwodzie tarnopolskim, w rejonie krzemienieckim.